# رونگدالا
رونگدالا (به سوئدی: Rångedala) یک منطقهٔ مسکونی در سوئد است که در بخش بوروس واقع شده‌است. رونگدالا ۰٫۷۳ کیلومتر مربع مساحت و ۳۹۲ نفر جمعیت دارد.